# Gene Bartow
Bobby Gene Bartow (Browning, 18 agosto 1930 – Birmingham, 3 gennaio 2012) è stato un allenatore di pallacanestro statunitense.
Era il padre di Murry Bartow, a sua volta allenatore.

## Carriera
Ha guidato Porto Rico ai Giochi olimpici di Monaco 1972 e gli Stati Uniti ai Campionati mondiali del 1974.
Nel 1987 selezionato per guidare Porto Rico ai Giochi panamericani di Indianapolis, dette le dimissioni il 18 agosto, prima della partita contro gli Stati Uniti.

## Palmarès
- Campionato portoricano: 1

Vaq. de Bayamón: 1981